# Уйберешть
Уйберешть, Уйберешті (рум. Uibărești) — село у повіті Хунедоара в Румунії. Входить до складу комуни Рібіца.
Село розташоване на відстані 326 км на північний захід від Бухареста, 38 км на північ від Деви, 90 км на південний захід від Клуж-Напоки, 128 км на північний схід від Тімішоари.

## Населення
За даними перепису населення 2002 року у селі проживали 89 осіб, усі — румуни. Усі жителі села рідною мовою назвали румунську.